# Tatjana Pawlowna Kaschdan
Tatjana Pawlowna Kaschdan, geboren Tatjana Pawlowna Schipowskaja, (russisch Татьяна Павловна Каждан; * 15. Februar 1918 in Moskau; † 30. Januar 2009 ebenda) war eine sowjetisch-russische Architektin und Architekturhistorikerin.

## Leben
Kaschdan studierte an der Fakultät für Wohngebäude und öffentliche Gebäude des Moskauer Architektur-Instituts (MArchI).
Nach Beginn des Deutsch-Sowjetischen Krieges arbeitete Kaschdan im Projektierungsbüro Giproawiaprom in Kasan, im Trust Karagandaschachtprojekt in Karaganda, in den Moskauer Abteilungen der Trusts Schachtprojekt (ab 1946) und Mosugleprojekt. Sie projektierte den Bau von Wohngebäuden für Arbeitersiedlungen und von Industrieobjekten.
1947 wurde Kaschdan Aspirantin bei Igor Emmanuilowitsch Grabar im Moskauer Institut für Kunstgeschichte der Akademie der Wissenschaften der UdSSR (AN-SSSR, seit 1991 Russische Akademie der Wissenschaften (RAN)) und untersuchte das Werk Wassili Iwanowitsch Baschenows. 1952 verteidigte sie mit Erfolg ihre Kandidat-Dissertation über das Werk Baschenows.
1954 wurde Kaschdan wissenschaftliche Mitarbeiterin des Sektors für russische Kunst und Architektur des 18.–20. Jahrhunderts des Instituts für Kunstgeschichte der AN-SSSR. Sie war beteiligt an der Vorbereitung der Publikation des vielbändigen Werks über die russische Kunstgeschichte, und sie bereitete die Veröffentlichung der Briefe und des wissenschaftlichen Erbes I. E. Grabars vor.
Kaschdan veröffentlichte viele eigene Untersuchungen zur Geschichte der russischen Architektur und zur Kultur der Herrenhäuser der Kaufmannschaft und des Adels. Sie erforschte insbesondere die Werke der Architekten W. I. Baschenow, Johann Friedrich Blank, Karl Blank und Iwan Petrowitsch Scherebzow.

Grab der Familie Kaschdan

Kaschdan war 1965–1975 Abgeordnete eines Moskauer Rajon-Sowjets und beschäftigte sich mit Ansiedlungsproblemen. Seit 1970 wohnte sie in der Gagarinski-Gasse 27. 1992 wurde sie Geschäftsführungsmitglied der Gesellschaft zur Erforschung der russischen Herrenhäuser.
Kaschdan war verheiratet mit Abram Issaakowitsch Kaschdan (1907–1955), der am Moskauer Staatlichen Institut für Theaterkunst lehrte. Ihre Tochter war die Architektin Natalija Abramowna Kaschdan.
Kaschdan wurde auf dem Moskauer Wwedenskoje-Friedhof begraben.